# Ranisikhar
Ranisikhar (en népalais : रानीशिखर) est un comité de développement villageois du Népal situé dans le district de Darchula. Au recensement de 2011, il comptait 2 551 habitants.